# Битва под Олешью
Сражение под Олешьем — битва между войсками Киевской Руси и Монгольской империи, которая произошла в мае 1223 года у торгового города Олешья, завершившейся победой русских войск.

## Предыстория
После взятия Ургенча (конец 1221 года) Чингисхан дал поручение Джучи продолжить завоевания в Восточной Европе, но тот уклонился от его выполнения. Тогда Чингисхан отправил Джэбэ и Субэдэя в Закавказье и причерноморские степи. Этот поход традиционно считается разведывательным, хотя «Сокровенное сказание» и Рашид ад-Дин прямо говорят о том, что целью этого похода, который должен был быть поддержан и силами Джучи, были половцы, аланы, Венгрия и Русь, включая Киев, а курултай 1235 года, после которого нашествие в Европу всё же состоялось, лишь повторил эти цели. Половцы в 1222 году поддались на уговоры монголов и нарушили свой союз с аланами, после чего монгольское войско вторглось с Северного Кавказа в половецкие степи. Поздняя Тверская летопись сообщает о реакции Мстислава Киевского на известие о приближении монголов к рубежам Руси:
Пока я нахожусь в Киеве — по эту сторону Яика, и Понтийского моря, и реки Дуная татарской сабле не махать.
Половецкий хан Котян Сутоевич вместе с другими половецкими ханами обратился к своему зятю, галицкому князю Мстиславу Мстиславичу Удатному и к другим русским князьям, прося у них помощи против нового грозного врага:
Нашу землю суть днесь отняли, а вашу заутра, пришедше, возьмут.
Свои слова Котян подкрепил большими дарами галицкому князю. Мстислав Удатный проявил инициативу в организации съезда князей для обсуждения похода против приближающихся монголов. Он говорил, что если русские князья не окажут помощи половцам, те могут присоединиться к монголам, и тогда опасность будет больше. Южнорусские князья собрались в Киев на совет под главенством трёх «старейших» князей: Мстислава Романовича Киевского, Мстислава Удатного и Мстислава Святославича Черниговского.
Когда дружины собрались в условленном месте, к князьям прибыло монгольское посольство:

Слыхали мы, что вы идёте против нас, послушавши половцев, а мы вашей земли не трогали, ни городов ваших, ни сёл ваших; не на вас пришли, но пришли по воле Божией на холопов и конюхов своих половцев. Вы возьмите с нами мир; коли побегут к вам, — гоните от себя и забирайте их имение; мы слышали, что и вам они наделали много зла; мы их и за это бьём.
Оригинальный текст (древнерусск.) се слышимъ оже идете противу насъ, послушавше Половьць; а мы вашеи земли не заяхомъ, ни городъ вашихъ, ни селъ вашихъ, ни на васъ придохомъ, нъ придохомъ богомь пущени на холопы и на конюси свое на поганыя Половче; а вы възмите с нами миръ; аже выбежать къ вамъ, а биите ихъ оттолѣ, а товары емлите к собе: занеже слышахомъ, яко и вамъ много зла створиша; того же дѣля и мы биемъ.

Это была попытка вбить клин в отношениях между половцами и русскими, как монголы ранее разобщили половцев и алан. Выслушав послов, русские князья приказали всех их убить, после чего соединённые силы двинулись дальше вниз по Днепру.

## Ход битвы
В мае 1223 года на левом берегу Днепра появилось передовое монгольское подразделение во главе с Гемебеком. Русским князьям стало понятно, что войско монголов уже вышло из Крыма, который монгольские полководцы Субудай и Джебе захватили ещё в 1222 году, получив самую большую крепость полуострова — Судак(Сугдей) . Вероятно, именно там завоеватели перезимовали. Тогда князь Мстислав Удачный и Даниил Галицкий с тысячей конников перешли Днепр и пошли в наступление на монголов.По предположению некоторых исследователей битва произошла почти на месте современного города Голая Пристань .
Русские войска победили монголов и преследовали их в так называемый Курган Половецкий (вероятно, вблизи села Памятное Голопристанского района; эта местность позже была названа татарами Мезарлитепе — Могильная гора). Монголы попытались спрятать Гемебека в кургане, но русины нашли его и передали казнившим его половцам